# Edward Bishop Dudley
Edward Bishop Dudley, född 15 december 1789 i Onslow County, North Carolina, död 30 oktober 1855 i Wilmington, North Carolina, var en amerikansk politiker. Han var ledamot av USA:s representanthus 1829–1831 och North Carolinas guvernör 1836–1841.
Dudley deltog i 1812 års krig som överstelöjtnant. Vid tidpunkten av bildandet av Demokratiska partiet var han en anhängare av Andrew Jackson och satt i representanthuset i ett och ett halvt år. Han efterträdde Gabriel Holmes som hade avlidit i ämbetet. År 1830 beslutade han sig för att inte ställa upp för omval.
Dudley efterträdde 1836 Richard Dobbs Spaight, Jr. som guvernör och efterträddes 1841 av John Motley Morehead. Dudley var en betydande gestalt inom Whigpartiet i North Carolina. En orsak till hans partibyte var missnöjet med Jacksons ekonomiska politik. Som följd av 1835 års konstitutionskonvent hade Dudley valts av den del av folket som hade rösträtt. Tidigare guvernörer i North Carolina hade valts av delstatens lagstiftande församling. Valet av Dudley innebar både att guvernören för första gången hade valts i ett direkt folkval och dessutom att det nya Whigpartiets kandidat hade segrat i ett guvernörsval i North Carolina.